# Monika Helbig (Kunsthandwerkerin)
Monika Helbig (* 4. Dezember 1949) ist eine deutsche Kunsthandwerkerin und Autorin von Bastelbüchern zu verschiedenen Themen.
Zusammen mit ihrer Tochter Nicole Helbig verfasste sie seit 1993 über 70 Bastel-Bücher zu den Themen Serviettentechnik, Window-Color, Häkeln, Modeschmuck sowie weiteren Kreativ-Bereichen. Monika Helbig designt seit Mitte der 1990er Jahre Modeschmuck und leitet Workshops zu diesem Thema. Ihre Kreationen stellt sie auf Messen, in ihrer Heimat Lemgo und im Internet aus.

## Werke
Bekannt sind vor allem folgende Bücher von Nicole und Monika Helbig:
- Schnell gesteckt, schön geformt! Ideen für Steckbrett, Draht und Perlen. Frech, Stuttgart 2002, ISBN 978-3-7724-3080-0.
- Wahre Schmuckstücke. Gehäkelter und gelegter Perlenschmuck. Frech, Stuttgart 2002, ISBN 978-3-7724-2919-4.
- Mehrstrangketten – von edel bis romantisch. Frech, Stuttgart 2002, ISBN 978-3-7724-3056-5.
- Willkommen daheim! Ländliche Holzdekorationen. Frech, Stuttgart 2002, ISBN 978-3-7724-2918-7.
- Perlenschmuck – Gefädelte Ketten. Christophorus, Freiburg im Breisgau 2005, ISBN 978-3-419-56706-7.
- Deko-Ideen für Frühling & Ostern. Christophorus, Freiburg im Breisgau 2003, ISBN 978-3-419-56566-7.
- Wunderschöner Perlenschmuck. Perlenschmuck mit Swarovski Perlen. Christophorus, Freiburg im Breisgau 2005, ISBN 978-3-419-56677-0.
- Gehäkelter Perlenschmuck. Christophorus, Freiburg im Breisgau 2006, ISBN 978-3-419-56794-4.